# Pasirbatang
Pasirbatang is een bestuurslaag in het regentschap Tasikmalaya van de provincie West-Java, Indonesië. Pasirbatang telt 6085 inwoners (volkstelling 2010).